# Mistero alla torre di Londra
Mistero alla torre di Londra (The House of the Red Slayer), scritto da Paul Harding, è uno dei romanzi gialli di ambientazione medievale il cui protagonista è il frate domenicano Athelstan. La prima edizione italiana del romanzo è uscita nel 1995 come n. 2419 della collana Il Giallo Mondadori.

## Trama
Inverno del 1378. Neve e ghiaccio su Londra. Il governatore della Torre di Londra viene ritrovato morto in una stanza del castello chiusa dall'interno. Un delitto impossibile sul quale proveranno a far luce fratello Athelstan e Sir John Cranston, il coroner della città.

## Edizioni
- Paul Harding, Mistero alla torre di Londra, traduzione di Elsa Pelitti, collana Il Giallo Mondadori, Mondadori, 1995.